# Erioptera (Mesocyphona) gulosa
Erioptera (Mesocyphona) gulosa is een tweevleugelige uit de familie steltmuggen (Limoniidae). De soort komt voor in het Neotropisch gebied.